# Habitatge al carrer Agoders, 30 (Tàrrega)
El Carrer Agoders, 30 és un edifici de Tàrrega (Urgell), protegit com a bé cultural d'interès local.
L'edifici està compost de planta baixa, entresòl i dues plantes pis. Tota la façana és feta amb carreus de pedra, destaca una portalada a la planta baixa amb arc de mig punt. Així mateix l'asimetria en la disposició de les obertures no solament es produeix a la planta baixa sinó també a totes les altres. La construcció és de l'any 1800.